# Slaget vid Perho
Slaget vid Perho var ett slag under finska kriget 1808–1809. Slaget stod mellan svenska och ryska styrkor den 8 juni 1808 vid Perho.

## Bakgrund
När krigföringen i västra Finland fortgick under senvåren 1808 efter en tid av overksamhet började det först med mindre räder. Den 19 maj planerades en sådan med målet att förstöra provianttransporter vid Perho. Operationens utförande föll på 200 man ur Tavastehus läns infanteriregemente under ledning av Otto von Fieandt.
Krigsföretaget inleddes när avdelningen avmarscherade från Himango den 1 juni. Den 4 juni nåddes Kinnula, vid sjön Kivijärvis norra vik, varifrån von Fieandt tillsammans med 12 man under natten marscherade utmed sjöstranden till Kivijärvi kyrkby. Resterande färdades över sjön och anlände den 5 juni. I byn rekryterades bönder efter att von Fieandt hindrade dem från att svära trohet till tsar Alexander I. Den 6 juni fortsatte marschen och kvällen den 7 juni framkom de svenska soldaterna till Mustamaa, norr om Perho. Den ryska styrkan där bestod av omkring 100 man ur Permska regementet och var fördelad på tre platser. Prästgården, där avdelnings befälhavare Millokoff även befann sig, klockaregården och gästgivaregården. Eftersom en andra rysk styrka om 350 man väntades från Kellokoski bestämdes det att anfallet borde verkställas omedelbart.

## Slaget
Klockan 23:00 marscherade von Fieandt mot Perho. När han anlände i närheten av kyrkan delade han sin styrka i fyra delar för att anfalla ifrån tre olika riktningar. Prästgården anfölls av 50 man från två riktningar omkring klockan 03:00. Därefter anfölls Sahi gästgivaregård av 100 man medan 50 man anföll klockaregården. Samtidigt stödde bönderna anfallet genom att figurera som soldater, även om ett stort antal av dem försvann så fort stridandet startade. De ryska styrkorna omringades och gav sig efter mindre än tio minuters skottväxling.

## Följder
Större delen av den ryska styrkan, 87 man, blev tagna som krigsfångar medan fem man dödades och fem man sårades. De fem sårade soldaterna kvarlämnades i Perho jämte två sjuka soldater. Endast två ryska soldater lyckades fly när de simmade över strömmen. Svenskarna erövrade 100 musköter tillsammans 100 bantlär ammunition samt havre, botvete och kött. Klockan 18:00 återgick von Fieandt med sin avdelning samma väg som han kom, nådde den 9 juni Kivijärvi och fortsatte sedan norrut. Kort därefter erhöll han order från högkvarteret och han kom sedan att fortsätta utföra autonoma krigsföretag under sommaren.